# Oussama Mesfar
Oussama Mesfar (sinh ngày 28 tháng 3 năm 1989) là một cầu thủ bóng đá người Algérie. Hiện tại anh thi đấu ở vị trí tiền đạo cho CA Bordj Bou Arreridj ở Giải bóng đá hạng nhất quốc gia Algérie.

## Sự nghiệp quốc tế
Ngày 22 tháng 12 năm 2009, Mesfar được triệu tập vào đội tuyển U-23 quốc gia Algérie bởi huấn luyện viên Azzedine Aït Djoudi để tham gia trại huấn luyện một tuần. Ngày 15 tháng 12 năm 2010, Mesfar ghi 2 bàn thắng trước U-23 Cameroon trong trận mở màn của UNAF U-23 Tournament 2010, khi Algérie giành chiến thắng 6-1.
Anh vô địch UNAF U-23 Tournament 2010 với đội tuyển và là vua phá lưới của giải đấu.